# Heinrich Schön
Heinrich Schön starší (Heinrich Schön der Ältere) (* ??; † 1640 v Mnichově) byl tesař, stavitel, architekt a dvorní architekt. Od roku 1591 pracoval v Ingolstadtu a Mnichově u dvora bavorských vévodů. Od roku 1611 do roku 1620 jako dvorní stavitel.
Od něj byl návrh na pevnost mnichovských vévodů Maxburg, Dianin pavilon ve dvorní zahradě (Hofgarten) v Mnichově (1615) a také změny na kostele Svatého Petra (Alter Peter) v Mnichově po jeho částečněm zničení bleskem (1607).
Pracoval na výzdobě Michaeliskirche. Od roku 1610 řídil novou výstavbu západní fasády rezidence a podle náčrtů Petera Candida vyhotovil plány na výstavbu Císařského nádvoří (Kaiserhof) v rezidenci.
Podílel se také na stavbě starého zámku Schleißheim (1617–1623).
Podle něj byla pojmenována ulice Schönstrasse v Giesingu.